# سیارک ۱۸۰۸۵۷
سیارک ۱۸۰۸۵۷ (به انگلیسی: 180857 Hofigeza، نامگذاری:2005HG7)۱۸۰۸۵۷مین سیارک کشف شده‌است که در ۲۸ آوریل ۲۰۰۵ کشف شد.